# Skip Spence
Alexander Lee « Skip » Spence (18 avril 1946 – 16 avril 1999) était un musicien, chanteur et auteur, né à Windsor, au Canada.

## Biographie
Spence a été guitariste dans une des premières formations de Quicksilver Messenger Service, avant de devenir le batteur de Jefferson Airplane. Après un album avec Jefferson Airplane, il quitte le groupe pour cofonder Moby Grape, au sein duquel il reprend la guitare. 
Spence souffrait de schizophrénie. Ainsi, en 1968, alors qu'il enregistrait le second album du groupe, Wow, Spence, en plein trip de LSD, a démoli un studio new-yorkais à la hache et a subséquemment été interné six mois dans un hôpital psychiatrique.
À sa sortie, il enregistra en six jours, dans un studio de Nashville, tous les instruments de son unique album solo, Oar (1969), album de folk psychédélique, l'album le moins vendu de l'histoire de Columbia Records. À l'époque, seul le critique Greil Marcus rendra grâce à ce disque.
Sa maladie mentale et son alcoolisme ont empêché Spence de poursuivre sa carrière musicale, et il vécut la majeure partie de sa vie comme sans domicile fixe à Santa Cruz, en Californie. Les contributions musicales de Spence après Oar furent anecdotiques : l'un des rares enregistrements connu est Land of the Sun, qui fait partie de la bande originale du long métrage tiré de la série télévisée X-Files.
En 1982, il participe à la formation de The Dinosaurs avec Barry Melton (de Country Joe and the Fish), Peter Albin (de Big Brother and the Holding Company) et John Cipollina (de Quicksilver Messenger Service). Le 5 juillet 1982, les Dinosaurs donnent leur premier concert au Marin County Fair à San Rafael, avec comme invités Mickey Hart de Grateful Dead, Peter Albin, Peter Walsh (guitare) et Bean Balanka (saxophone).
Un disque hommage à Oar, intitulé More Oar: A Tribute to Alexander "Skipe" Spence, a été enregistré avec des participants de premier choix : R.E.M., Robert Plant, Tom Waits, Beck, Mudhoney, entre autres. Spence mourut d'un cancer du poumon dans l'indifférence générale à 52 ans, quelques semaines avant la sortie de ce disque.
En 2010, Beck ré-enregistra l'album Oar pour son projet Record Club avec l'aide de Feist, Jamie Lidell et le groupe Wilco.

## Discographie
- 1966 : Jefferson Airplane Takes Off (avec Jefferson Airplane)
- 1967 : Moby Grape (avec Moby Grape)
- 1968 : Wow/Grape Jam (en) (avec Moby Grape)
- 1969 : Moby Grape '69 (en) (avec Moby Grape)
- 1969 : Oar
- 1971 : 20 Granite Creek (en)
- 1978 : Live Grape (en)
- 1999 : Land of the Sun (en) (single)
- 1999 : Oar - version remasterisée